# Hein Kötz
Hein Kötz (* 14. November 1935 in Schneidemühl) ist ein deutscher Jurist, ehemaliger Direktor des Max-Planck-Instituts für ausländisches und internationales Privatrecht (MPI-PRIV), ehemaliger Richter, früherer Vizepräsident der Deutschen Forschungsgemeinschaft (DFG) und Gründungspräsident der Bucerius Law School. Er ist Corresponding Fellow der British Academy (FBA).

## Leben
Kötz promovierte 1962 an der Universität Hamburg zum Dr. jur., erwarb anschließend (1963) den Master of Comparative Law an der Universität Michigan in Ann Arbor und habilitierte 1970 in Hamburg. Im Anschluss daran arbeitete er von 1971 bis 1978 als ordentlicher Professor an der Universität Konstanz. Von 1975 bis 1978 war er außerdem Richter am Oberlandesgericht Karlsruhe.
Im Jahr 1978 wurde er Direktor des Max-Planck-Instituts für ausländisches und internationales Privatrecht in Hamburg; diesen Posten behielt er bis in das Jahr 2000. Zwischenzeitlich wurde er zu einer Professur an der Universität Hamburg berufen (1981–1998), war weiterhin Mitglied des Vorstands der Gesellschaft für Rechtsvergleichung (1973–2001) und Mitglied des Wissenschaftsrates (1981–1984).
Für die Deutsche Forschungsgemeinschaft war Kötz von 1986 bis 1989 als Vizepräsident tätig. Von 1988 bis 1991 war er Vorsitzender der Geisteswissenschaftlichen Sektion der Max-Planck-Gesellschaft (MPG), von 1986 bis 1991 Mitglied der Schuldrechtskommission des Bundesministeriums der Justiz.
1989 wurde er zum ordentlichen Mitglied der Academia Europaea gewählt. 1997 wurde Hein Kötz in die British Academy aufgenommen. Seit dem Jahr 2000 ist Hein Kötz Präsident der International Association of Legal Sciences. Ferner war er Gründungspräsident der Bucerius Law School Hamburg.

## Auszeichnungen
- 2006: Bundesverdienstkreuz (1. Klasse)

## Schriften (Auswahl)
- Europäisches Vertragsrecht, Band I: Abschluss, Gültigkeit und Inhalt des Vertrages, Beteiligung Dritter am Vertrag. J.C.B.Mohr (Paul Siebeck), Tübingen 1996. 438 S.
- Rights of Third Parties. Third Party Beneficiaries and Assignment. In: International Encyclopedia of Comparative Law. Vol. III. J.C.B. Mohr (Paul Siebeck) / Martinus Nijhoff, 1992, Chapter 13. 102 S.
- (mit Norbert Horn und Hans G. Leser): German Private and Commercial Law: An Introduction. Clarendon Press, Oxford 1982. XVI, 355 S.
- (Hrsg., mit Wolfgang Eith und Dierk Müller-Gindullis): Handels- und Gesellschaftsrecht mit Leitsätzen aus der höchstrichterlichen Rechtsprechung. C.H. Beck’sche Verlagsbuchhandlung, München 1979. 437 S.
- (Hrsg., mit Wolfgang Eith und Dierk Müller-Gindullis): Bürgerliches Gesetzbuch mit Leitsätzen aus der höchstrichterlichen Rechtsprechung. C.H. Beck’sche Verlagsbuchhandlung, München / Frankfurt 1977. 710 S.; 3. Auflage: 1985, 745 S.
- Deliktsrecht. 9. Auflage. Luchterhand, Neuwied 2001. 291 S (seit 9. Auflage: mit Gerhard Wagner)
- Sozialer Wandel im Unfallrecht. C.F. Müller, Karlsruhe 1976 (Nr. 125 der Schriftenreihe der Juristischen Studiengesellschaft Karlsruhe). 51 S.
- Über den Stil höchstrichterlicher Entscheidungen. Druckerei und Verlagsanstalt Konstanzer Universitätsverlag, Konstanz 1973 (Konstanzer Universitätsreden Nr. 62). 31 S. Abgedruckt in: RabelsZ, 1973, 37, S. 245–263; in DRiZ 1974, S. 146–149 und 183–185; sowie (in italienischer Übersetzung) in Rivista di Diritto Civile, 1978, I, S. 773–792.
- (mit Konrad Zweigert): Einführung in die Rechtsvergleichung auf dem Gebiete des Privatrechts. 3. Auflage. J.C.B. Mohr (Paul Siebeck), Tübingen 1996. 729 S.
- (mit Konrad Zweigert): Die Haftung für gefährliche Anlagen in den EWG-Ländern sowie in England und den Vereinigten Staaten von Amerika. J.C.B. Mohr (Paul Siebeck), Tübingen 1966. 64 S.
- Trust und Treuhand, Eine rechtsvergleichende Darstellung des anglo-amerikanischen trust und funktionsverwandter Institute des deutschen Rechts. Vandenhoeck & Ruprecht, Göttingen 1963. 174 S.